# ليديا فيرتشايلد
كانت ليديا فيرتشايلد (بالإنجليزية: Lydia Fairchild)‏ حاملاً بطفلها الثالث عندما انفصلت عن زوجها ووالد أطفالها جيمي تاونسند (بالإنجليزية: Jamie Townsend)‏، وتقدمت فيرتشايد بعد ذلك في 2002 بطلب النفقة لأولادها، فطُلب منها على إثر ذلك إجراء تحليل البصمة الوراثية لإثبات أن تاونسند هو أب الأطفال، وبينما أظهرت النتائج أن تاونسند هو قطعاً أب الأطفال، أشارت تحاليل الحمض الوراثي أنها ليست أمهم.
قادت النتائج إلى محاكمة فيرتشايلد لاحتيالها ومحاولتها الحصول على منافع من أطفال غيرها أو لقيامها بتأجير رحمها بطريقة غير قانونية، كما أدت إلى إبطال التقارير الطبية التي تفيد بولادتها لطفليها ما دفع النيابة العامة إلى طلب أخذهما منها، وحين جاء موعد ولادة فيرتشايلد لطفلها الثالث أمر القاضي أن يحضر شاهد عملية الولادة وأن يضمن أن تُؤخذ عينات الدم مباشرة منها ومن جنينها، وقد أشارت نتائج تحليل الحمض الوراثي بعد أسبوعين أن فيرتشايلد ليست أم هذا الطفل أيضاً.
تم حل قضية فيرتشايلد بعد اكتشاف أنها تحمل بصمتين وراثيتين مختلفتين ما يجعلها كميراً بشرياً.

## اقرأ أيضاً
- التوائم الملتصقة
- الكيمرة